# Vivier-au-Court
Vivier-au-Court és un municipi francès situat al departament de les Ardenes i a la regió del Gran Est. L'any 2007 tenia 3.384 habitants.

## Demografia

### Població
El 2007 la població de fet de Vivier-au-Court era de 3.384 persones. Hi havia 1.210 famílies de les quals 272 eren unipersonals (112 homes vivint sols i 160 dones vivint soles), 355 parelles sense fills, 463 parelles amb fills i 120 famílies monoparentals amb fills.
La població ha evolucionat segons el següent gràfic:
Habitants censats

### Habitatges
El 2007 hi havia 1.318 habitatges, 1.235 eren l'habitatge principal de la família, 7 eren segones residències i 76 estaven desocupats. 903 eren cases i 385 eren apartaments. Dels 1.235 habitatges principals, 688 estaven ocupats pels seus propietaris, 528 estaven llogats i ocupats pels llogaters i 19 estaven cedits a títol gratuït; 31 tenien una cambra, 68 en tenien dues, 188 en tenien tres, 345 en tenien quatre i 603 en tenien cinc o més. 685 habitatges disposaven pel capbaix d'una plaça de pàrquing. A 559 habitatges hi havia un automòbil i a 435 n'hi havia dos o més.

### Piràmide de població
La piràmide de població per edats i sexe el 2009 era:
| Homes | Edats   | Dones |
| ----- | ------- | ----- |
| 0     | 95 o +  | 0     |
| 0     | 90 a 94 | 4     |
| 4     | 85 a 89 | 12    |
| 4     | 80 a 84 | 8     |
| 16    | 75 a 79 | 44    |
| 60    | 70 a 74 | 72    |
| 72    | 65 a 69 | 100   |
| 72    | 60 a 64 | 64    |
| 96    | 55 a 59 | 60    |
| 124   | 50 a 54 | 128   |
| 156   | 45 a 49 | 132   |
| 112   | 40 a 44 | 148   |
| 112   | 35 a 39 | 88    |
| 112   | 30 a 34 | 104   |
| 124   | 25 a 29 | 88    |
| 68    | 20 a 24 | 76    |
| 164   | 15 a 19 | 132   |
| 180   | 10 a 14 | 136   |
| 160   | 5 a 9   | 96    |
| 92    | 0 a 4   | 76    |

## Economia
El 2007 la població en edat de treballar era de 2.228 persones, 1.443 eren actives i 785 eren inactives. De les 1.443 persones actives 1.226 estaven ocupades (721 homes i 505 dones) i 218 estaven aturades (109 homes i 109 dones). De les 785 persones inactives 170 estaven jubilades, 251 estaven estudiant i 364 estaven classificades com a «altres inactius».

### Ingressos
El 2009 a Vivier-au-Court hi havia 1.218 unitats fiscals que integraven 3.290 persones, la mediana anual d'ingressos fiscals per persona era de 14.374,5 €.

### Activitats econòmiques
Dels 124 establiments que hi havia el 2007, 4 eren d'empreses extractives, 4 d'empreses alimentàries, 26 d'empreses de fabricació d'altres productes industrials, 17 d'empreses de construcció, 15 d'empreses de comerç i reparació d'automòbils, 9 d'empreses de transport, 4 d'empreses d'hostatgeria i restauració, 7 d'empreses financeres, 3 d'empreses immobiliàries, 9 d'empreses de serveis, 17 d'entitats de l'administració pública i 9 d'empreses classificades com a «altres activitats de serveis».
Dels 27 establiments de servei als particulars que hi havia el 2009, 2 eren oficines bancàries, 3 tallers de reparació d'automòbils i de material agrícola, 1 autoescola, 3 paletes, 1 guixaire pintor, 3 fusteries, 4 lampisteries, 3 electricistes, 5 perruqueries i 2 restaurants.
Dels 6 establiments comercials que hi havia el 2009, 1 era una gran superfície de material de bricolatge, 3 fleques, 1 una fleca i 1 una joieria.
L'any 2000 a Vivier-au-Court hi havia 4 explotacions agrícoles.

## Equipaments sanitaris i escolars
L'únic equipament sanitari que hi havia el 2009 era una farmàcia.
El 2009 hi havia una escola elemental. Vivier-au-Court disposava d'un liceu tecnològic amb 322 alumnes.

## Poblacions més properes
El següent diagrama mostra les poblacions més properes.